# هدوء تام (فلم)
هدوء تام (بالإنجليزية: Dead Silence) هو فيلم رعب تم انتاجه في الولايات المتحدة و صدر سنة 2007 بطولة ريان كوانتين وأمبير فاليتا وجوديث أنا روبرتس ودوني والبيرغ.

## القصة
تبدأ الأحداث عندما يعود جيمي آشين لمنزله فيجد زوجته قد تم قتلها بطريقة بشعة، بعد دقائق من وصول طرد مريب، تم وضعه أمام باب المنزل.
ومع بداية التحقيقات في الجريمة يجد جيمي نفسه وقد أصبح المشتبه فيه الأول في نظر الشرطة، فيقرر أن يبحث بطريقته الخاصة عن القاتل.
وبسبب شكه في ارتباط الجريمة بحادث قديم وقع في مدينته راح ضحيته فنان عرائس متخصص في الكلام من البطن، يقرر جيمي أن يعود لبلدته القديمة رافينز فير لبحث هذه الشكوك.
يعود جيمي بالفعل إلى البلدة، ولكن ليكتشف مع استمرار تحقيقه الخاص أن الأمر أكبر بكثير مما كان يتصوره.

## الميزانية والإيرادات
كلف الفيلم ميزانية 20 مليون دولار أمريكي وحقق ارباح تقدر بـ 22.2 مليون دولار أمريكي

## روابط خارجية
- مقالات تستعمل روابط فنية بلا صلة مع ويكي بيانات